# Durban-Corbières
Durban-Corbières en idioma francés, Durban de las Corbièras en idioma occitano, es una localidad y comuna francesa, situada en el departamento del Aude en la región de Languedoc-Rosellón.
A sus habitantes se les conoce por el gentilicio en francés de Durbanais.

## Geografía
La comuna se halla situada en las Corbières.

## Demografía
| 668 | 686 | 564 | 525 | 673 | 650 |
| Para los censos de 1962 a 1999 la población legal corresponde a la población sin duplicidades (Fuente: INSEE [Consultar]) |     |     |     |     |     |

(Población sans doubles comptes según la metodología del INSEE).

## Lugares de interés
- Castillo medieval de Durban